# Rhododendron trichogynum
Rhododendron trichogynum är en ljungväxtart som beskrevs av L.C. Hu. Rhododendron trichogynum ingår i släktet rododendron, och familjen ljungväxter. Inga underarter finns listade i Catalogue of Life.